# Flying for Freedom
Flying for Freedom is een Amerikaanse documentaire uit 2007.

## Verhaal
Flying for Freedom  onthult  de gezichten, de stemmen en de verhalen die verder gaan dan de slagvelden van deze zeer speciale groep militairen en hun buitengewone erfenis van moed: De Tuskegee airmen.

## Rolverdeling
- Buford Alexander - Zichzelf
- Robert Ashby - Zichzelf
- Howard Baugh - Zichzelf